# Life Is Yours
Life Is Yours (en español: La vida es tuya) es el séptimo álbum de estudio de la banda de rock británico Foals. Fue publicado el 17 de junio de 2022 a través de Warner Records. Es su primer álbum como trío, debido a la partida del tecladista Edwin Congrave previo a las grabaciones, para dedicarse a un posgrado en economías.
A diferencia de los dos álbumes publicados en 2019 y su meditación sobre los aspectos negativos del mundo, el vocalista Yannis Philippakis describe al material como el más unificado que han realizado como banda, siendo resultado de sus experiencias en la cuarentena mundial por COVID-19.
Un álbum de remezclas realizado por el productor Dan Carey, Life Is Dub, fue publicado durante Record Store Day de 2023.

## Lista de canciones
| N.º   | Título              | Duración |  |
| 1.    | «Life Is Yours»     | 4:12     |  |
| 2.    | «Wake Me Up»        | 4:23     |  |
| 3.    | «2am»               | 3:44     |  |
| 4.    | «2001»              | 4:27     |  |
| 5.    | «(Summer Sky)»      | 0:36     |  |
| 6.    | «Flutter»           | 3:35     |  |
| 7.    | «Looking High»      | 4:21     |  |
| 8.    | «Under the Radar»   | 2:59     |  |
| 9.    | «Crest of the Wave» | 3:46     |  |
| 10.   | «The Sound»         | 4:25     |  |
| 11.   | «Wild Green»        | 5:27     |  |
| 41:55 |                     |          |  |

## Posicionamiento en listas
| Listas (2022)                     | Mejor posición |
| --------------------------------- | -------------- |
| Alemania (Offizielle Top 100)     | 13             |
| Australia (ARIA Charts)           | 13             |
| Austria (Ö3 Austria)              | 47             |
| Bélgica (Ultratop Flanders)       | 61             |
| Bélgica (Ultratop Wallonia)       | 41             |
| Escocia (Scottish Albums)         | 1              |
| España (Top 100 Álbumes)          | 74             |
| Francia (SNEP)                    | 42             |
| Hungría (MAHASZ)                  | 11             |
| Irlanda (Irish Albums)            | 15             |
| Nueva Zelanda (Recorded Music NZ) | 35             |
| Países Bajos (Album Top 100)      | 34             |
| Portugal (AFP)                    | 35             |
| Reino Unido (UK Albums)           | 3              |
| Suiza (Schweizer Hitparade)       | 10             |